# Ratpenat de cua de rata moscat
El ratpenat de cua de rata moscat (Rhinopoma muscatellum) és una espècie de ratpenat de la família dels rinopomàtids que es troba a l'Afganistan, l'Iran, Oman i, possiblement també, a Etiòpia.

## Alimentació
Menja insectes.